# مجموعه نرم‌افزار اینترنتی
مجموعه نرم‌افزار اینترنتی (به انگلیسی: Internet suite) مجموعه نرم‌افزاری برای کاربردهای اینترنتی که به طور معمول شامل مرورگر، گیرنده پست الکترونیکی، خبرخوان، برنامه‌مدیریت بارگذاری، تدوین‌گر HTML و کلاینت گپ اینترنتی IRC می‌شوند.
از مشهورترین این مجموعه‌های نرم‌افزاری همچنان در حال توسعه می‌توان به:
- سی‌مانکی (جایگزین توسعهٔ موزیلا سوییت) ارائه شده توسط بنیاد موزیلا.[۱]
- گنو زیلا ویرایشی از موزیلا سوییت برای گنو است.[۲]
- مرورگر اپرا عرضه شده توسط شرکت نرم‌افزاری اپرا.[۳]
- آی‌اواِل دسکتاپ عرضه شده توسط AOL.

اشاره کرد.